# Borough of Barrow-in-Furness
Barrow-in-Furness war ein District mit dem Status eines Borough in der Grafschaft Cumbria in England, der die Halbinsel Furness umfasste. Verwaltungssitz war die gleichnamige Stadt Barrow-in-Furness, in der mehr als drei Viertel der Bevölkerung lebten. Ebenfalls zum Bezirk gehörten Askam-in-Furness und Ireleth, Dalton-in-Furness und Roose.
Der Bezirk wurde am 1. April 1974 gebildet und entstand aus der Fusion der einstigen County Borough Barrow-in-Furness und Dalton-in-Furness. Das Gebiet gehörte zuvor zur Grafschaft Lancashire.
Zum 1. April 2023 wurde der District aufgelöst und dann mit Eden und South Lakeland zur neuen Unitary Authority Westmorland and Furness zusammengeschlossen.